# Cortébert
Cortébert est une commune suisse du canton de Berne, située dans l'arrondissement administratif du Jura bernois.

## Géographie
La commune se trouve dans le vallon de Saint-Imier, à 12 km à vol d’oiseau au nord-ouest de Bienne. Le territoire communal culmine à 1 210 m sur la Montagne du Droit et à 1 400 m sur la chaîne de Chasseral.

Photo aérienne par Walter Mittelholzer (1925)

Sur le flanc de Chasseral se trouve le plateau des Prés-de-Cortébert, avec des pâturages élevés. De ce plateau, un ruisseau a creusé la Chenau de l’Envers, une vallée d’érosion profonde.
Sur la Montagne du Droit, les bises de Cortébert offrent un point de vue appelé « Le Signal » sur le vallon de Saint-Imier. Elles sont accessibles à partir de Tramelan.

### Transport
Cortébert est situé sur la ligne Bienne – La Chaux-de-Fonds, inaugurée en 1859 et électrifiée en 1934.

## Histoire
Le nom du village est mentionné pour la première fois en 1178, sous l'appellation Cortaibert (ferme d'Aibert). Jusqu'à la fin du XVIIIe siècle, Cortébert a vécu de l'agriculture. Peu à peu, l'industrie horlogère a posé ses empreintes sur la localité, qui connut un essor remarquable durant la seconde moitié du XIXe siècle.
De 1797 à 1815, Cortébert a fait partie de la France, au sein du département du Mont-Terrible, puis, à partir de 1800, du département du Haut-Rhin, auquel le département du Mont-Terrible fut rattaché. Par décision du congrès de Vienne, le territoire de l’ancien Évêché de Bâle fut attribué au canton de Berne, en 1815.

## Politique
Le 16 mars 1980, environ 200 antiséparatistes manifestent devant l’Hôtel de l’Ours, où doit se tenir une assemblée du Rassemblement jurassien. Malgré le feu vert obtenu, les deux cars amenant les délégués jurassiens sont violemment pris à partie par des jets de pétards et lourdement caillassés. Une dizaine de policiers bernois laissent faire ; un journaliste est grièvement blessé.
Le soir les émeutiers prennent à partie les délégués qui courent à la gare prendre le train. Ces violences soulèvent une réprobation nationale. Devant l’Assemblée fédérale, la police bernoise est dénoncée. L’irréparable eut pu être commis sans l’intervention directe du conseiller fédéral Kurt Furgler sur le Gouvernement bernois.

## Économie
Petit village agricole jusque vers le milieu du XIXe siècle, Cortébert se développa de manière considérable lors de l'arrivée de l'industrie horlogère. Construite en 1865, la manufacture Raiguel Juillard et Cie, qui avait auparavant été fondée en 1790, a marqué profondément l'histoire de la commune. Durant 150 ans, la manufacture, rebaptisée Cortébert Watch a été un fleuron de l'industrie horlogère. Le grand bâtiment dont la façade est garnie de 66 fenêtres trône encore fièrement au centre du village actuellement. Les crises de l'horlogerie qui eurent lieu à plusieurs reprises dès 1930 eurent raison de plusieurs petites autres manufactures installées au village et provoquèrent la reprise de la Cortébert Watch par Omega, en 1962. La production dans ce qui n'était plus qu'un site parmi d'autres fut finalement définitivement stoppée en 1984 et le bâtiment transformé en logements. Depuis lors, les principales activités économiques de Cortébert se concentrent dans l'agriculture, notamment la production laitière, et l'artisanat. Cortébert possède une fromagerie qui transforme le lait des producteurs en gruyère sur place. Une petite zone industrielle a également vu le jour à la fin des années 1980 à la sortie ouest de la localité.
Une des caractéristiques de la région réside dans les métairies qui sont dispersées sur les hauts plateaux de Chasseral et de la Montagne du Droit. Ces petits restaurant typiquement romands sont exploités par des familles paysannes de la montagne parallèlement à leurs exploitations en offrant des plats spécifiques aux touristes.

## Personnalités
- Henri Geiser (1901-1976), homme politique[4]
- Manfred Bühler, homme politique (maire et conseiller national UDC du canton de Berne de 2015 à 2019)

## Curiosités
Au sud de la Suze se confine le centre de l'ancien village de Cortébert, bien conservé, formé de maisons et de fermes construites au cours des XVIIe, XVIIIe et XIXe siècles. On remarquera également au carrefour de la route principale l'Hôtel de l'Ours et son enseigne de 1884. La localité comprend en outre diverses constructions néo-historiques, datant de la fin du XIXe ou du début du XXe siècle, ainsi qu'une ferme de 1849, précédée d'un escalier double, et une belle maison double elle aussi, symétrique et bien proportionnée, de 1823.
Le 1er janvier 1995, Cortébert est inscrit à l'Inventaire fédéral des sites construits à protéger en Suisse.